# Konjugierte Linolsäuren
Als konjugierte Linolsäuren (engl. conjugated linoleic acids oder abgekürzt CLA) wird eine Gruppe von zweifach ungesättigten Fettsäuren, mit konjugierten Doppelbindungen Konjuensäuren, um die Linolsäure bezeichnet. Zu dieser Gruppe werden neben den cis-trans-Isomeren auch Stellungsisomere mit konjugierten Doppelbindungen gezählt. Bestimmte Isomere dieser Gruppe kommen besonders in Fleisch- und Milchprodukten von Wiederkäuern vor. Das häufigste Isomer ist cis-9,trans-11-CLA, das zu den Transfettsäuren zählt.
| Stellungsisomere                                 | Stellungsisomere      | Stellungsisomere                  |
| Linolsäure                                       | cis-cis-Fettsäure     | Nicht konjugierte Doppelbindungen |
| ------------------------------------------------ | --------------------- | --------------------------------- |
| Octadeca-9c,12c-diensäure                        |                       | —C=C—C—C=C—                       |
| Derivate der Linolsäure                          | cis-trans-Fettsäuren  | Konjugierte Doppelbindungen       |
| Octadeca-9c,11t-diensäure (Rumensäure, 9,11-CLA) |                       | —C=C—C=C—                         |
| Octadeca-10t,12c-diensäure (10,12-CLA)           |                       | —C=C—C=C—                         |
|                                                  |                       |                                   |
| Stearinsäure                                     | gesättigte Fettsäuren | keine Doppelbindung               |
| Octadecansäure                                   |                       | —C—C—C—C—C—                       |

## Bildung
| Lebensmittel                | CLA in g/kg Fett |
| --------------------------- | ---------------- |
| Milch                       | 2–30             |
| Butter                      | 9,4–11,9         |
| Käse                        | 0,6–7,1          |
| Schmelzkäse                 | 3,2–8,9          |
| Eis                         | 4,9              |
| Sauerrahm                   | 7,5              |
| Jogurt                      | 5,1–9,0          |
| Rindfleisch, gebraten       | 3,1–9,9          |
| pflanzliche Öle, Seetieröle | 0,2–0,5          |

CLA wird im Wiederkäuerpansen als Zwischenprodukt in der biologischen Hydrierung von Linolsäure zu Stearinsäure durch die Linolsäure-Isomerase des Pansenbakteriums Butyrivibrio fibrisolvens gebildet. Die Substratzusammensetzung im Pansen beeinflusst das Angebot an Zwischen- und Endprodukte der biologischen Hydrierung. Dadurch wird der Gehalt von CLA in der Milch beeinflusst. Der größte Anteil von CLA-Isomeren liegt in der cis-9,trans-11 Form vor. Die Umwandlungseffizienz von CLA zum Milchfett wird vom Vorhandensein verschiedener CLA-Isomere beeinflusst. Pflanzenfette sind reich an Linol- und Linolensäuren, was zu erhöhter CLA-Produktion im Pansen und in den Milchdrüsen führt. Der Anteil des Hauptisomers cis-9,trans-11-CLA wird insbesondere bei einer grasreichen (kraftfutterarmen) Fütterung erhöht. Wissenschaftlich diskutiert wird, ob eine zusätzliche Erhöhung bei Fütterung auf artenreichen Magerweiden, z. B. in den Alpen, also in Alpenmilch, stattfindet. Dies scheint jedoch nicht der Fall zu sein.
Fett- und Milchzellen von Wiederkäuern können cis-9,trans-11-CLA auch aus trans-11-18:1-Vaccensäure (trans-Vaccensäure) durch Desaturierung der Vaccensäure bilden. Auch im Menschen können CLA durch Isomerisierung aus Linolsäure entstehen, induziert durch anaerobe mikrobielle Aktivitäten im Darm oder durch freie Radikale. Weiterhin können sie ebenfalls durch Denaturierung aus trans-Vaccensäure entstehen. Bestimmte Gewebe des menschlichen Körpers enthalten deshalb kleine Mengen CLA.

## Wirkungen
Die Europäische Behörde für Lebensmittelsicherheit (EFSA) hat im Zuge von Artikel 13 der Verordnung (EG) Nr. 1924/2006 (Health Claims) positive Gesundheitsaussagen für konjugierte Linolsäuren wissenschaftlich geprüft. In 14 von 16 Interventionsstudien an Menschen konnte kein signifikanter Effekt auf das Körpergewicht festgestellt werden. Eine Auswirkung auf die Lean Body Mass (LBM), die fettfreie Körpermasse (Magermasse), konnte ebenfalls nicht gezeigt werden. Ein Einfluss auf die Insulinsensitivität, die Empfindlichkeit der Insulinrezeptoren gegenüber Insulin, sieht die EFSA als nicht erwiesen an. Auch eine antioxidative Wirkung, welche DNA, Proteine und Lipide vor Oxidativem Schaden schützt, konnte nicht nachgewiesen werden. Eine Stimulierung des Immunsystems durch schützende Antikörper gegen Krankheitserreger konnte ebenfalls nicht bewiesen werden.